# RSZK Olimpijszkij
Az RSZK Olimpijszkij, teljes nevén „Olimpijszkij” Regionális Sportkomplexum (ukránul: Регіональний спортивний комплекс «Олімпійський» [Rehionalnij szportivnij kompleksz Olimpijszkij]) többfunkciós stadion a kelet-ukrajnai Doneckben, a város Kijevi kerületében (Kijivszkij rajon). A 26 100 fő befogadására alkalmas stadionban kizárólag labdarúgó mérkőzéseket tartanak. A lelátói férőhelyek közül 1800 kiemelt komfortfokozatú. Pályája 105×68 m-es.
Je. Revin és V. Holubkov tervei alapján építése 1955-ben kezdődött el Lokomotyiv stadion néven. A lelátót eredetileg 35 ezer fő elhelyezésére tervezték. A földmunkákat a Donyecki Vasút Dorsztrojmontazstreszt vasútépítő vállalata végezte. A tervek szerint 1956-ra kellett volna befejezni, de az építkezés csúszása miatt csak 1958. augusztus 13-án nyílt meg a stadion. A nyitáskor a lelátó 32 szektora közül csak 13 készült el, így a kezdeti lelátó-férőhely csak 20 ezer volt. A stadion 1970-re készült el teljesen. A végleges átadására 1970. augusztus 2-án, a vasutasok napján került sor. Utolsó felújítása 2003-ban volt, akkor nyerte el a stadion jelenlegi kiépítettségét és formáját. 2004-től a Donbasz Aréna elkészültéig az Olimpijszkij stadionban rendezi hazai mérkőzéseit a Sahtar Doneck.

## Külső hivatkozások
- Az Olimpijszkij stadion hivatalos honlapja (oroszul)
- A stadion a Sahtar Doneck honlapján (ukránul)
- Az Olimpijszkij stadion a Premjer-Liha honlapján (ukránul)